# 常石茂
常石 茂（つねいし しげる、1915年9月7日 - 1982年4月3日）は、日本の中国文学者。本名・柳沢三郎。
大阪府生まれ。東京帝国大学支那文学科卒業。『聊斎志異』のほか、多くの中国古典の翻訳・紹介を行った。

## 著書
- 新・論語物語 河出書房新社 1958（中国古典物語 第1巻）
- 新・春秋左氏伝物語 河出書房新社 1958（中国古典物語 第7巻）
- 何に命を賭けるか-史記 新人物往来社 1973（現代人のための中国思想叢書）
- 現代人の孫子入門 百戦百勝より戦わずして勝て! 久保書店 1975
- 論語を読む 勁草書房 1981.11
- 史記 新人物往来社 1983.9
- 孫子を読む 勁草書房 1983.12

## 共著・編著
- 人物中国の歴史1　大黄河の夜明け　集英社　1981／集英社文庫　1987
- 人物中国の歴史2　諸子百家の時代　集英社　1981／集英社文庫　1987
- 人物中国の歴史別巻 中国の故事と名言 立間祥介共編 集英社 1982／集英社文庫　1988
- 春秋を読む 稲田孝共著 勁草書房 1988.1

## 翻訳
- 近代支那教育史 陳青之 生活社 1939。訳者名 柳沢三郎
- 小説 白夫人の恋 完訳・白蛇伝 張恨水 河出新書 1956
- 児女英雄伝 奥野信太郎・村松暎共訳、平凡社 中国古典文学全集（上・下）、1960-61
- 中国故事物語 後藤基巳・駒田信二共編 河出書房新社 1960、度々新版
- 中国史物語 司馬遷 少年少女世界の歴史 10 あかね書房 1961
- 寒夜 巴金 中国現代文学選集 8 平凡社 1963
- 新・十八史略 共編訳 河出書房新社 全3巻 1966-67、改訂新版・全6巻 1997、河出文庫 全6巻 1981

他は駒田信二、稲田孝、村松暎、立間祥介、後藤基巳、野口定男
- 戦国策 劉向 平凡社東洋文庫 全3巻 1966-67、ワイド版2003
- 韓非子 角川文庫 全2巻 1968
- 聊斎志異 蒲松齢 増田渉・松枝茂夫・稲田孝共訳、平凡社 中国古典文学大系（上・下）、 1970-71

改訂新版・平凡社ライブラリー（全6巻） 2009-2010
- 西遊記 呉承恩 集英社（ジュニア版世界の文学） 1975
- 中国の故事と名言五〇〇選　駒田信二共編訳 平凡社 1975